# Фотоэлектролиз

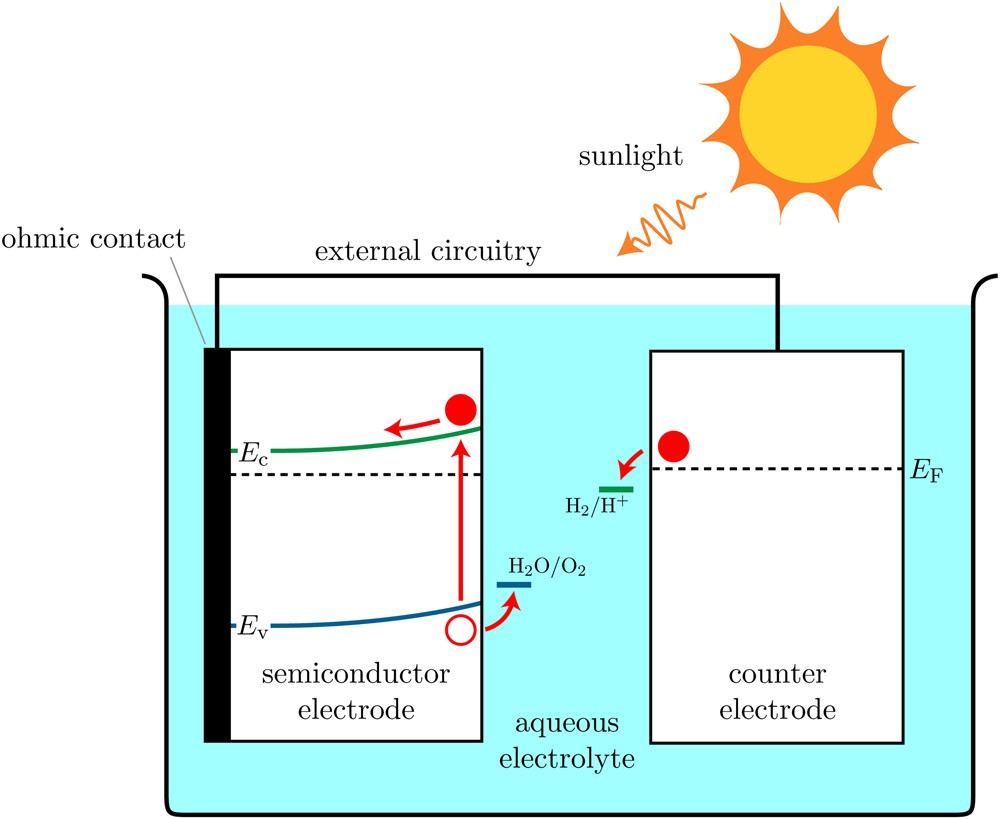

Фотоэлектро́лиз осуществляется в фотоэлектрохимических ячейках, когда свет используется для электролиза. Другими словами, фотоэлектролиз — это конверсия света в электрический ток, и разложение молекул с использованием этого тока.
Привлекательность фотоэлектролиза для многих инженеров и технологов состоит в его пригодности к электролизу воды на водород и кислород. (В этом случае процесс известен под названием разложение воды.) Для достижения водородной экономики требуется эффективный и недорогой способ производства водорода из природных источников без использования ископаемого топлива. Фотоэлектролиз часто рассматривается, как полностью удовлетворяющий данному условию способ. (Для сравнения, паровая конверсия использует обычные горючие ископаемые для получения водорода.) Фотоэлектролиз часто образно называют водородным «Святым Граалем» за его потенциальную возможность стать жизнеспособной альтернативой нефти, как источнику энергии; таким источником энергии, который не связан с нежелательными социополитическими эффектами, как нефть при её добыче и использовании.
Некоторые исследователи работают над реализацией фотоэлектролиза методами нанотехнологии. В самом деле, с подоходящими полупроводниками, нано-фотоэлектролиз воды может однажды достичь большей эффективности чем традиционный фотоэлектролиз. Полупроводники с потенциальным барьером менее чем 1.7 эВ якобы могут быть эффективными для нанофотоэлектролиза с использованием Солнца.